# Albert Médina
Albert Médina (3 de febrero de 1920 – 5 de agosto de 2009) fue un actor teatral, cinematográfico y de voz de nacionalidad francesa.
Nacido en Marsella, Francia, fue también conocido como Albert de Médina. Falleció en París, Francia.

## Teatro
Actor
- 1946 : Hamlet, de William Shakespeare, escenografía de Jean-Louis Barrault, Théâtre Marigny
- 1947 : El proceso, a partir de Franz Kafka, escenografía de Jean-Louis Barrault, Théâtre Marigny
- 1948 : El estado de sitio, de Albert Camus, escenografía de Jean-Louis Barrault, Théâtre Marigny
- 1949 : Le Bossu, de Paul Féval y Auguste Anicet-Bourgeois, escenografía de Jean-Louis Barrault, Théâtre Marigny
- 1950 : L'Exception et la Règle, de Bertolt Brecht, escenografía de Jean-Marie Serreau, Théâtre de Poche Montparnasse
- 1950 : Le Gardien du tombeau, de Franz Kafka, escenografía de Jean-Marie Serreau, Théâtre de Poche Montparnasse
- 1950 : La Grande et la Petite Manœuvre, de Arthur Adamov, escenografía de Roger Blin, Théâtre des Noctambules
- 1954 : Théâtre dans une bouteille, de Georges Neveux
- 1957 : Trois Souris aveugles, de Agatha Christie, escenografía de Christian-Gérard, Théâtre de la Renaissance
- 1957 : Cléo de Paris, escenografía de Pierre Valde
- 1958 : Corvara, de Jean Primo
- 1958 : Mourir au soleil, de Jean Primo
- 1958 : Les Parisiens, de Irène Strozzi y Jean Parédès, escenografía de Christian-Gérard, Théâtre de l'Œuvre
- 1959 : La Folie, de Louis Ducreux, escenografía del autor, Théâtre de la Madeleine
- 1959 : Bon Week-End Mr. Bennett, de Paule de Beaumont a partir de Arthur Watkyn, escenografía de Michel Vitold, Théâtre de la Gaîté-Montparnasse
- 1960 : Souper intime, de Yves Chatelain, escenografía de Jean-Paul Cisife, Théâtre de l'Œuvre
- 1960 : Monsieur Corbillon veut rompre en beauté, de César Santelli, escenografía de Boris Perzoff, Conservatoire national supérieur d'art dramatique
- 1961 : Lawrence d'Arabie (Ross), de Terence Rattigan, escenografía de Michel Vitold, Théâtre de la Ville
- 1961 : Le Christ recrucifié, de Nikos Kazantzakis, escenografía de Marcelle Tassencourt, Théâtre Montansier
- 1962 : Le Christ recrucifié, Teatro del Odéon
- 1968 : Romeo y Julieta, de William Shakespeare, escenografía de Michael Cacoyannis, Teatro Nacional Popular, Teatro Nacional de Chaillot
- 1978 : Nekrassov, de Jean-Paul Sartre, escenografía de Georges Werler, Théâtre de l'Est parisien
- 1981 : Le Rêveur, de Jean Vauthier, escenografía de Michel Vitold
- 1988 : Docteur Raguine, a partir de Antón Chéjov, escenografía de Julian Negulesco, Théâtre de Poche Montparnasse

Director
- 1950 : Les Haines, de Jacques Panijel, Théâtre de l'Œuvre
- 1951 : Dîner de têtes, de Jacques Prévert, Fuente de las Cuatro Estaciones

## Filmografía

### Cine
- 1956 : Alerte au deuxième bureau, de Jean Stelli
- 1956 : Les carottes sont cuites, de Robert Vernay
- 1957 : Pot-Bouille, de Julien Duvivier
- 1958 : Maigret tend un piège, de Jean Delannoy
- 1968 : Jeff, de Jean Vautrin
- 1974 : Impossible... pas français, de Robert Lamoureux
- 1980 : Mon oncle d'Amérique, de Alain Resnais
- 1980 : Le Roi et l'Oiseau, de Paul Grimault

### Televisión
- 1962 : Les Cinq Dernières Minutes, de Pierre Nivollet : 
  - Episodio Un mort à la une
  - Episodio La Tzigane et la Dactylo
- 1968 : Kœnigsmark, de Jean Kerchbron
- 1974 : La Cloche tibétaine, episodio "L'escadron d'or"
- 1976 : Las brigadas del tigre, episodio L'ère de la calomnie, de Victor Vicas
- 1981 : Commissaire Moulin, episodio La bavure, de Claude Grinberg
- 1979 : Au théâtre ce soir : Ne quittez pas, de Marc-Gilbert Sauvajon y Guy Bolton, escenografía de Max Fournel, dirección de Pierre Sabbagh, Théâtre Marigny
- 1982 : Au théâtre ce soir : La Foire aux sentiments, de Roger Ferdinand, escenografía de Jean Kerchbron, dirección de Pierre Sabbagh, Théâtre Marigny

## Actor de voz
- 1975 : La Flûte à six schtroumpfs, de Peyo
- 1981 : Raiders of the Lost Ark, de Steven Spielberg : John Rhys-Davies
- 1985 : A View to a Kill, de John Glen : Daniel Benzali